# Regionalna nogometna liga Rijeka – Pula 1981./82.
Regionalna nogometna liga Rijeka – Pula (Nogometna liga Riječke regije, Riječko-pulska zona) je bila liga četvrtog stupnja nogometnog prvenstva Jugoslavije u sezoni 1981./82. 
 
Sudjelovalo je 14 klubova, a prvak je bila "INA" iz Rijeke. 

## Ljestvica
| mj. | klub             | ut. | pob. | ner. | por. | gol+ | gol– | bod |
| --- | ---------------- | --- | ---- | ---- | ---- | ---- | ---- | --- |
| 1.  | INA Rijeka       | 26  | 15   | 5    | 6    | 55   | 25   | 35  |
| 2.  | Rudar Labin      | 26  | 12   | 9    | 5    | 38   | 24   | 33  |
| 3.  | Rab              | 26  | 14   | 4    | 8    | 48   | 34   | 32  |
| 4.  | Kraljevica       | 26  | 13   | 4    | 9    | 47   | 45   | 30  |
| 5.  | Grobničan Čavle  | 26  | 11   | 7    | 8    | 45   | 30   | 29  |
| 6.  | Nehaj Senj       | 26  | 9    | 9    | 8    | 40   | 36   | 27  |
| 7.  | Opatija          | 26  | 8    | 10   | 8    | 32   | 34   | 26  |
| 8.  | Jadran Poreč     | 26  | 10   | 5    | 11   | 42   | 39   | 25  |
| 9.  | Jedinstvo Ogulin | 26  | 10   | 5    | 11   | 37   | 37   | 25  |
| 10. | Klana            | 26  | 8    | 9    | 9    | 36   | 37   | 25  |
| 11. | Prvomajska Raša  | 26  | 6    | 10   | 10   | 32   | 39   | 22  |
| 12. | Borac Bakar      | 26  | 8    | 5    | 13   | 33   | 46   | 21  |
| 13. | Istra Tar        | 26  | 8    | 5    | 13   | 33   | 46   | 21  |
| 14. | Digitron Buje    | 26  | 5    | 3    | 18   | 33   | 66   | 13  |

## Rezultatska križaljka
| kratica | klub             | BOR | DIG | GRO | INA | IST | JAD | JED | KLA | KRA | NEH | OPA | PRV | RAB | RUD |
| --- | ---------------- | --- | --- | --- | --- | --- | --- | --- | --- | --- | --- | --- | --- | --- | --- |
| BOR | Borac Bakar      |     |     |     |     |     |     |     |     |     |     |     |     |     |     |
| DIG | Digitron Buje    |     |     |     |     |     |     |     |     |     |     |     |     |     |     |
| GRO | Grobničan Čavle  |     |     |     |     |     |     |     |     |     |     |     |     |     |     |
| INA | INA Rijeka       |     |     |     |     |     |     |     |     |     |     |     |     |     |     |
| IST | Istra Tar        |     |     |     |     |     |     |     |     |     |     |     |     |     |     |
| JAD | Jadran Poreč     |     |     |     |     |     |     |     |     |     |     |     |     |     |     |
| JED | Jedinstvo Ogulin |     |     |     |     |     |     |     |     |     |     |     |     |     |     |
| KLA | Klana            |     |     |     |     |     |     |     |     |     |     |     |     |     |     |
| KRA | Kraljevica       |     |     |     |     |     |     |     |     |     |     |     |     |     |     |
| NEH | Nehaj Senj       |     |     |     |     |     |     |     |     |     |     |     |     |     |     |
| OPA | Opatija          |     |     |     |     |     |     |     |     |     |     |     |     |     |     |
| PRV | Prvomajska Raša  |     |     |     |     |     |     |     |     |     |     |     |     |     |     |
| RAB | Rab              |     |     |     |     |     |     |     |     |     |     |     |     |     |     |
| RUD | Rudar Labin      |     |     |     |     |     |     |     |     |     |     |     |     |     |     |
| |                  |     |     |     |     |     |     |     |     |     |     |     |     |     |     |
| podebljan rezultat – utakmice od 1. do 13. kola (1. utakmica između klubova) rezultat normalne debljine – utakmice od 14. do 26. kola (2. utakmica između klubova) rezultat nakošen – nije vidljiv redoslijed odigravanja međusobnih utakmica iz dostupnih izvora rezultat smanjen * – iz dostupnih izvora nije uočljiv domaćin susreta prekrižen rezultat – poništena ili brisana utakmica p – utakmica prekinuta 3:0 p.f. / 0:3 p.f. – rezultat 3:0 bez borbe |                  |     |     |     |     |     |     |     |     |     |     |     |     |     |     |

 Izvori: 

## Poveuani članci
- Hrvatska liga 1981./82.
- Primorsko-goranska zonska liga 1981./82.